# Виница (община)
Ви́ница (макед. Општина Виница) — община в Северной Македонии. Расположена на востоке страны. Население составляет 19 938 человек (2002 год).
Административный центр — город Виница.
Площадь территории общины 432,67 км². В 2003 году в состав общины вошла упразднённая община Блатец.
Кроме города Виница в состав общины входит ещё 15 сёл: Блатец, Виничка-Кршла, Градец, Грляни, Драгобраште, Истибаня, Калиманци, Крушево, Лаки, Лески, Липец, Пекляни, Трсино, Црн-Камен и Якимово.
Граничит с общинами Северной Македония:
- на севере — с общиной Македонска-Каменица;
- на северо-западе — с общиной Кочани;
- на востоке — с общиной Делчево;
- на юго-востоке — с общиной Берово;
- на юге — с общиной Радовиш;
- на западе — с общиной Зрновци.